# Переменная типа SX Овна
Переменные типа SX Овна (SXARI или SX Ari) — звёзды главной последовательности спектральных классов В0р-В9р с переменной интенсивностью линий гелия (HeI), двукратно ионизированного кремния (Si III) и магнитными полями, иногда называемые гелиевыми переменными. Периоды изменения блеска и магнитного поля (порядка 1 дня) совпадают с периодами вращения, амплитуды — порядка 0,1m звёздной величины. Эти звёзды являются высокотемпературными аналогами переменных типа α² Гончих Псов.